# PokerStars Festival
Le PokerStars Festival est une série de tournois de poker organisée à travers le monde à la manière d'un séjour de poker.
Le PokerStars Festival est sponsorisé par PokerStars.
Sa création est annoncée par PokerStars le 24 août 2016, en même temps que celle du PokerStars Championship, pour remplacer, à compter de début 2017, toutes les séries de tournois organisées auparavant, notamment l'UK and Ireland Poker Tour, l'Eureka Poker Tour, l'Italian Poker Tour, l'Estrellas Poker Tour et les France Poker Series, avec une première étape dès octobre 2016,.

## Vainqueurs du Main Event

### Saison 1
| Étape      | Vainqueur              |
| ---------- | ---------------------- |
| New Jersey | Jason Acosta           |
| Londres    | Rehman Kassam          |
| Rozvadov   | Petr Svoboda           |
| Chili      | Christopher Franco     |
| Marbella   | Ignacio De Maturana    |
| Corée      | Taehoon Han            |
| Lille      | Philippe Le Touche     |
| Manille    | Uday Bansal            |
| Bucarest   | Sam Grafton            |
| Uruguay    | Julio Belluscio        |
| Dublin     | Gary McGinty           |
| Sotchi     | Aleksandr Merzhvinskiy |
| Hambourg   | Ulrich Pauls           |

### Saison 2
| Étape    | Vainqueur           |
| -------- | ------------------- |
| Londres  | Kalidou Sow         |
| Marbella | Omar Del Pino       |
| Lille    | Alexandre De Zutter |

## Vainqueurs du High Roller

### Saison 1
| Étape      | Vainqueur        |
| ---------- | ---------------- |
| New Jersey | Jack Duong       |
| Londres    | Joe Johnson      |
| Rozvadov   | Boris Kuzmanovic |
| Chili      | Leo Fernández    |
| Marbella   | Oriol Vaquero    |
| Corée      | Boyuan Qu        |
| Lille      | Olli Autio       |
| Manille    | Peter Plater     |
| Bucarest   | Or Patreanu      |
| Uruguay    | Juan Garcia      |
| Dublin     | Max Silver       |
| Sotchi     | Kiryl Radzivonau |
| Hambourg   | Andre Haneberg   |

### Saison 2
| Étape    | Vainqueur       |
| -------- | --------------- |
| Londres  | Dragos Trofimov |
| Marbella | Jonatan Gomez   |
| Lille    | Jovan Jojic     |

## Participants en table finale et vainqueurs par pays
| Pays             | Participants en TF | Vainqueurs |
| ---------------- | ------------------ | ---------- |
| Allemagne        | 5                  | 1          |
| Angleterre       | 16                 | 2          |
| Argentine        | 6                  | 1          |
| Australie        | 2                  | 0          |
| Brésil           | 2                  | 0          |
| Belgique         | 4                  | 0          |
| Biélorussie      | 2                  | 0          |
| Bulgarie         | 1                  | 0          |
| Chili            | 5                  | 1          |
| Colombie         | 1                  | 0          |
| Corée du Sud     | 2                  | 0          |
| Danemark         | 2                  | 0          |
| Espagne          | 8                  | 2          |
| États-Unis       | 9                  | 1          |
| Finlande         | 1                  | 0          |
| France           | 17                 | 3          |
| Hongrie          | 1                  | 0          |
| Inde             | 1                  | 1          |
| Irlande          | 6                  | 1          |
| Italie           | 2                  | 0          |
| Japon            | 3                  | 0          |
| Lituanie         | 2                  | 0          |
| Norvège          | 1                  | 0          |
| Nouvelle-Zélande | 1                  | 1          |
| Pays-Bas         | 1                  | 0          |
| Philippines      | 1                  | 0          |
| Pologne          | 4                  | 0          |
| Tchéquie         | 2                  | 1          |
| Roumanie         | 2                  | 0          |
| Russie           | 7                  | 1          |
| Singapour        | 1                  | 0          |
| Slovaquie        | 2                  | 0          |
| Suède            | 1                  | 0          |
| Suisse           | 1                  | 0          |
| Taïwan           | 1                  | 0          |
| Turquie          | 1                  | 0          |
| Ukraine          | 1                  | 0          |
| Uruguay          | 2                  | 0          |
| Viêt Nam         | 2                  | 0          |

| Pays        | Participants en TF | Vainqueurs |
| ----------- | ------------------ | ---------- |
| Allemagne   | 12                 | 1          |
| Angleterre  | 9                  | 2          |
| Argentine   | 5                  | 1          |
| Australie   | 1                  | 1          |
| Autriche    | 1                  | 0          |
| Belgique    | 2                  | 0          |
| Biélorussie | 1                  | 1          |
| Brésil      | 1                  | 0          |
| Chili       | 3                  | 0          |
| Chine       | 2                  | 1          |
| Croatie     | 1                  | 1          |
| Danemark    | 3                  | 0          |
| Écosse      | 1                  | 0          |
| Espagne     | 6                  | 2          |
| États-Unis  | 4                  | 1          |
| Finlande    | 2                  | 1          |
| France      | 9                  | 0          |
| Grèce       | 2                  | 0          |
| Hong Kong   | 1                  | 0          |
| Hongrie     | 1                  | 0          |
| Irlande     | 1                  | 0          |
| Israël      | 2                  | 1          |
| Italie      | 3                  | 0          |
| Japon       | 5                  | 0          |
| Liban       | 2                  | 0          |
| Lituanie    | 1                  | 0          |
| Moldavie    | 1                  | 1          |
| Pays-Bas    | 4                  | 0          |
| Pologne     | 5                  | 0          |
| Portugal    | 3                  | 0          |
| Roumanie    | 5                  | 0          |
| Russie      | 8                  | 0          |
| Serbie      | 2                  | 1          |
| Singapour   | 2                  | 0          |
| Suède       | 1                  | 0          |
| Suisse      | 2                  | 0          |
| Ukraine     | 1                  | 0          |
| Uruguay     | 5                  | 1          |